# جيرهارد باسينج
غيرهارد باسينج جنرالًا في لوفتفافه ألمانيا النازية خلال الحرب العالمية الثانية. في فترة ما بين الحربين، عمل في وزارة الرايخ الجوية وكان أحد الضباط الألمان الأكثر مسؤولية عن تدريب أول المظليين الألمان.
كان باسينج رئيس أركان لوفتفلوت 2 حيث كان جزءًا من الحرب الخاطفة في هولندا وبلجيكا وفرنسا في عام 1940. أصبح رئيس أركان لوفتفلوت 5 في النرويج بينما طارت إلى الجزر البريطانية الشمالية في معركة بريطانيا. بعد أن شارك في مهمة لوفتفافه إلى رومانيا، شارك في حملة شمال إفريقيا في 1941-1943. تم القبض عليه هناك في 9 مايو 1943، وظل أسير حرب حتى 2 أكتوبر 1947.

## من الولادة حتى الحرب العالمية الأولى
ولد غيرهارد باسينج في في إيتلينغن، ودوقية لبادن في الإمبراطورية الألمانية في 18 نوفمبر 1897. 

## الجوائز
1. 1914 صليب حديد من الدرجة الأولى مع شريط 1939 [بحاجة لمصدر]
2. الرتبة الرومانية لمايكل الشجاع ، الدرجة الثالثة في 19 سبتمبر 1941 (بموجب المرسوم الملكي رقم 2628) [2]
3. الصليب الألماني في الذهب في 15 يوليو 1942 مثل أوبرست إم جنرالستاب في هيئة الأركان العامة لبعثة Deutsche Luftwaffenmission Rumänien (البعثة الجوية الألمانية رومانيا) [3]